# Fusariella atrovirens
Fusariella atrovirens är en svampart som först beskrevs av Miles Joseph Berkeley, och fick sitt nu gällande namn av Pier Andrea Saccardo 1884. Fusariella atrovirens ingår i släktet Fusariella, divisionen sporsäcksvampar och riket svampar.   Inga underarter finns listade i Catalogue of Life.